# Stenoonops hoffi
Stenoonops hoffi là một loài nhện trong họ Oonopidae.
Loài này thuộc chi Stenoonops. Stenoonops hoffi được Arthur M. Chickering miêu tả năm 1969.